# 萊希山
萊希山（波蘭語和斯洛伐克語：Rysy）是位於波蘭和斯洛伐克兩國交界處的一座山峰，屬於高塔特拉山。萊希山包括三座主峰，中峰高2503公尺；西北峰高2499公尺；東南峰高2473公尺。萊希山也是波蘭的最高點。

## 外部連結
- TOPR - Polish Tatra Mountain Rescue Service （页面存档备份，存于）
- Additional photos （页面存档备份，存于）
- Rysy at Peakbagger.com （页面存档备份，存于）
- Chalet below the Rysy peak （页面存档备份，存于）
- Additional information including some photos